# Sahtyor Karagandi FK
A Sahtyor Karagandi (kazakul: Шахтёр Қарағанды Футбол Клубы, magyarul Karagandi Bányászok) kazak labdarúgócsapat Karagandi városából. 1992-es indulása óta a kazak labdarúgó-bajnokság élvonalának tagja.
A szovjet-éra egyik legjobb kazak csapata 2 alkalommal nyerte meg a kazak nemzeti bajnokságot.

## Korábbi nevei
- 1958–1997: Sahtyor
- 1997–2004: Sahtyor-Iszlat-Karmet

2004 óta jelenlegi nevén szerepel.

## Története

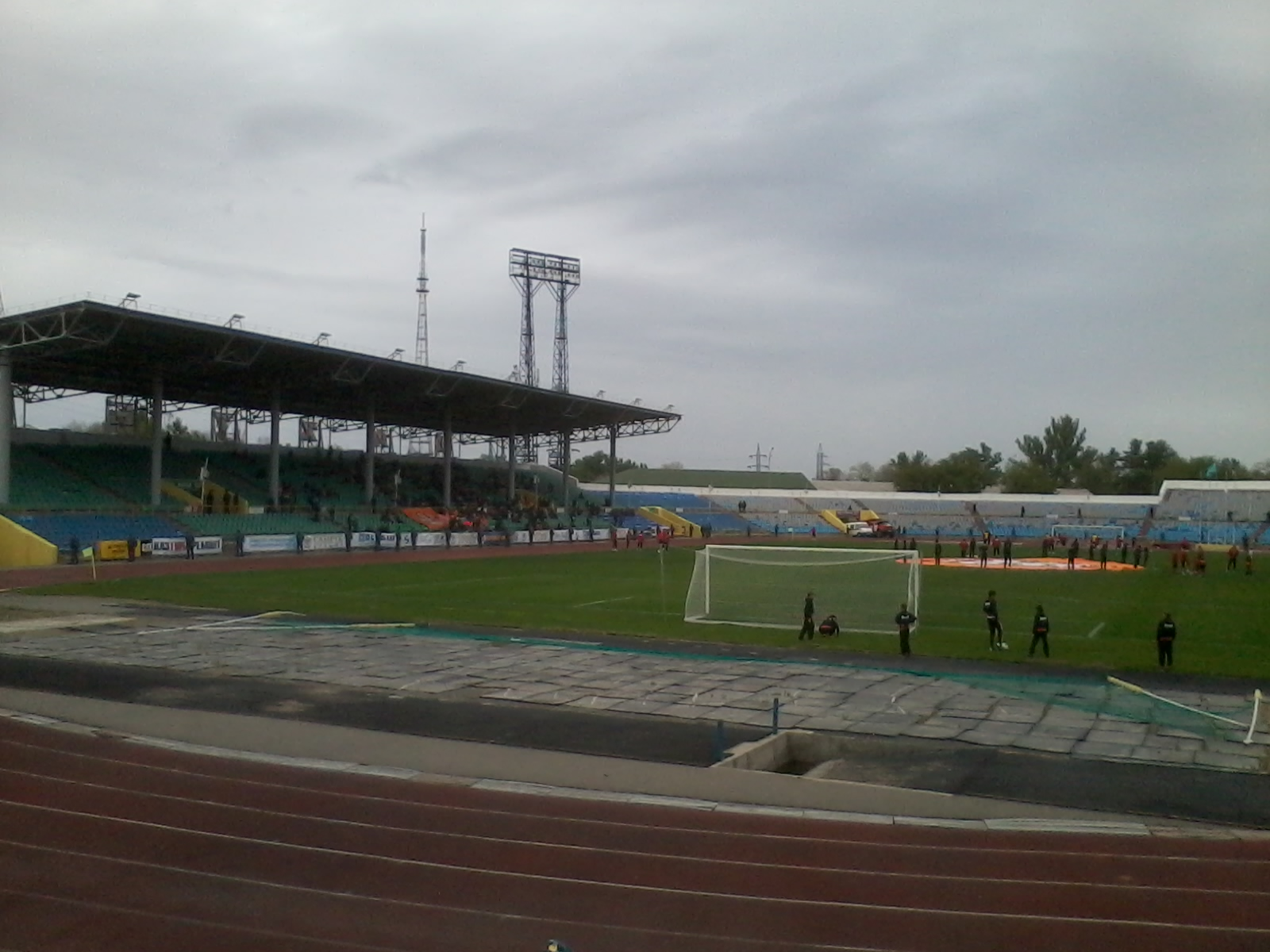
A Sahtyor Stadion 2013-ban

Karaganda városában 1958-ban alapítottak labdarúgócsapatot a helyi bányászok. A Szovjetunió akkori rendszerének megfelelően a másodvonalba (B osztály) nyert besorolást. Előbb a 13., majd a 11., végül a 12. helyen végzett, mikor a Moszkvában átszervezték a labdarúgó-bajnokságot, a Sahtyor a harmadosztály köztársasági csoportjába került.
Az első nagy sikert ez a változás hozta meg, hiszen 1962-es köztársasági döntőben legyőzte a belorusz Lokomotyiv Gomelt, így az átalakuló szovjet másodosztályba lépett, ahol 1973-ig szerepelt.
A szovjet harmadosztályban vitézkedő Sahtyor az első független kazak labdarúgó-bajnokság élvonalába nyert besorolást. Első jelentősebb bajnoki eredményét 1995-ben érte el, mikor a dobogó legalsó fokára állt.
A fokozatosan a középvonal helyeit ostromló bányászcsapat 2006-ban az Intertotó-kupa keretein belül lépett ki az európai kupák színpadára. A minszki traktorgyári csapat, az MTZ-RIPA ellen hazai pályán 5–1-es, súlyos vereséget szenvedett, gyógyírt a fehérorosz fővárosban elért 3–1-es győzelem sem nyújtott, a Sahtyor 6–4-es összesítésben elbúcsúzott a kupától.
2007-ben újfent a bronzérmesként zárt a bajnokságban, így a 2008–2009-es UEFA-kupa selejtezőiben vett részt. A sorsolás a magyar Debreceni VSC-t sodorta a bányászcsapat útjába, és a hazai mérkőzés 1–1-es döntetlenjét egy izgalmas visszavágó követte, melyen a Sahtyor 1–0-s vereséget szenvedett ugyan, de emelt fővel búcsúzhatott az európai labdarúgóélet vérkeringésétől.
A Kazak labdarúgó-szövetség 2008. szeptember 18-án bejelentette, hogy „bundázás” kizárja a bajnokságból a Vosztok és a Sahtyor csapatát, a klubvezetőket és edzőket pedig 60 hónapra eltiltotta minden labdarúgással kapcsolatos aktivitástól. A bányászcsapat megóvta a döntést, a szövetség pedig felülbírálta azt. A Sahtyortól végül 9 pontot vontak le, de nem zárták ki a bajnokságból. Az érintett mérkőzés eredményét törölték, a Vosztok csapatának hátralevő mérkőzéseit 3–0-s gólaránnyal az ellenfelek kapták.

## Sikerei
- Kazak labdarúgó-bajnokság (Premjer-liga)
  - Bajnok (2 alkalommal): 2011, 2012
  - Bronzérmes (3 alkalommal): 1995, 2007, 2009

- Kazak kupa (Kazaksztan Kubogi)
  - Ezüstérmes (2 alkalommal): 2009, 2010

- Kazak szuperkupa (Kazaksztan Szuperkubogi)
  - Győztes (1 alkalommal): 2013
  - Ezüstérmes (1 alkalommal): 2012

## Eredmények

### Bajnoki múlt
A Sahtyor Karagandi helyezései a kazak labdarúgó-bajnokság élvonalában.
| Idény | Helyezés |
| ----- | -------- |
| 1992  | 7. hely  |
| 1993  | 6. hely  |
| 1994  | 6. hely  |
| 1995  | 3. hely  |
| 1996  | 8. hely  |
| 1997  | 4. hely  |
| 1998  | 9. hely  |

| Idény | Helyezés |
| ----- | -------- |
| 1999  | 10. hely |
| 2000  | 5. hely  |
| 2001  | 12. hely |
| 2002  | 6. hely  |
| 2003  | 10. hely |
| 2004  | 9. hely  |
| 2005  | 4. hely  |

| Idény | Helyezés |
| ----- | -------- |
| 2006  | 4. hely  |
| 2007  | 3. hely  |
| 2008  | 7. hely  |
| 2009  | 3. hely  |
| 2010  | 6. hely  |
| 2011  | bajnok   |
| 2012  | bajnok   |

### Európaikupa-szereplés
Utolsó elszámolt mérkőzés dátuma: 2013. augusztus 28.

#### Összesítve
| Kupa            | J  | GY | D | V | LG–RG |
| --------------- | -- | -- | - | - | ----- |
| Bajnokok Ligája | 8  | 4  | 1 | 3 | 10–8  |
| Európa-liga     | 6  | 2  | 1 | 3 | 6–8   |
| UEFA-kupa       | 2  | 0  | 1 | 1 | 1–2   |
| Intertotó-kupa  | 2  | 1  | 0 | 1 | 4–6   |
| Összesítve      | 18 | 7  | 3 | 8 | 21–24 |

#### Szezonális bontásban
| Idény     | Kupa            | Forduló         | Klub                   | 1. mérk. | 2. mérk.    |
| --------- | --------------- | --------------- | ---------------------- | -------- | ----------- |
| 2006      | Intertotó-kupa  | 1. forduló      | MTZ-RIPA               | 1–5      | 3–1         |
| 2008–2009 | UEFA-kupa       | 1. selejtezőkör | Debreceni VSC          | 1–1      | 0–1         |
| 2010–2011 | Európa-liga     | 1. selejtezőkör | Ruch Chorzów           | 1–2      | 0–1         |
| 2010–2011 | Európa-liga     | 1. selejtezőkör | FC Koper               | 1–1      | 2–1         |
| 2010–2011 | Európa-liga     | 2. selejtezőkör | St. Patrick’s Athletic | 2–1      | 0–2         |
| 2012–2013 | Bajnokok Ligája | 2. selejtezőkör | Slovan Liberec         | 0–1      | 1–1 (h. u.) |
| 2013–2014 | Bajnokok Ligája | 2. selejtezőkör | BATE Bariszav          | 1–0      | 1–0         |
| 2013–2014 | Bajnokok Ligája | 3. selejtezőkör | Skënderbeu Korçë       | 3–0      | 2–3         |
| 2013–2014 | Bajnokok Ligája | Rájátszás       | Celtic                 | 2–0      | 0–3         |

Megjegyzés: Az eredmények minden esetben a Sahtyor Karagandi szemszögéből értendők, a vastagon szedett mérkőzéseket pályaválasztóként játszotta.